# SL-1

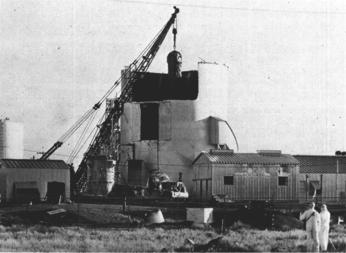
O reator SL-1 destruído, ao ser retirado da National Reactor Testing Station.

O SL-1, Stationary Low-Power Reactor Number One (Reator estacionário de baixa potência número um), foi um reator nuclear  experimental do Exército dos Estados Unidos destinado a prover energia para instalações militares remotas. Localizava-se a cerca de 60 quilômetros a oeste de Idaho Falls, no National Reactor Testing Station, atual INL - Idaho National Laboratory (Laboratório Nacional de Idaho), em 43° 31′ 03″ N, 112° 49′ 26″ O. Sua potência de funcionamento era de 200 kW elétricos e 400 kW térmicos, para aquecimento. O reator foi destruído por um derretimento nuclear acompanhado de uma explosão de vapor, matando três pessoas no primeiro e único acidente com morte em uma usina nuclear americana. A causa imediata do acidente foi a retirada indevida da única haste de controle, por um operador, mas os motivos que o levaram a agir dessa forma permanecem um mistério.

## O acidente

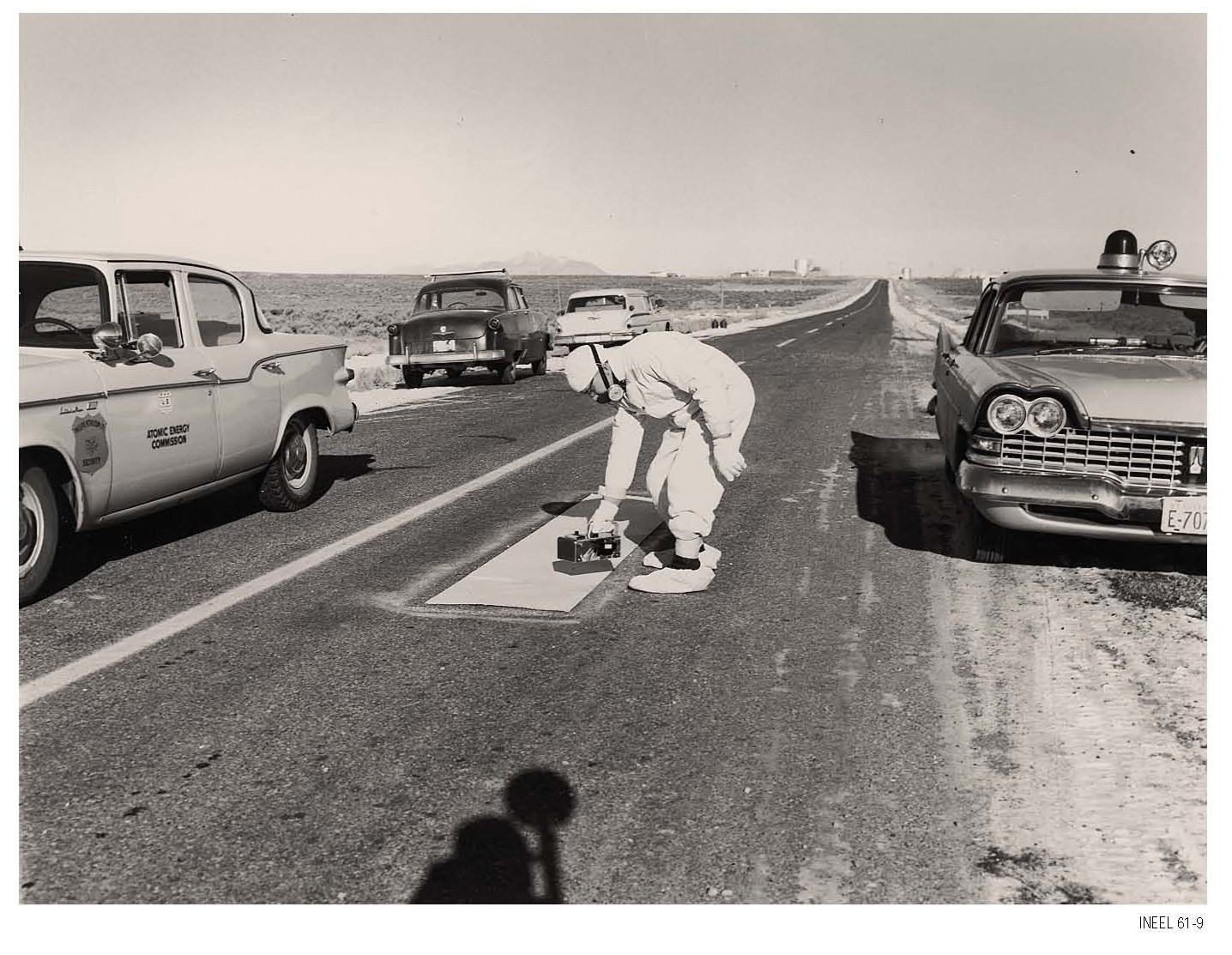
Stationary Low-Power Reactor Number One

A 21 de dezembro de 1960, o reator foi desligado para permitir sua manutenção, calibração dos instrumentos, instalação de instrumentos auxiliares e instalação de 44 cabos de fluxo – feitos de alumínio com incorporação de ligas de alumínio-cobalto – destinados a monitorar os níveis de fluxo de nêutrons no núcleo do reator.
A 3 de janeiro de 1961, às 21:00, depois de 11 dias desligado, e durante os procedimentos de manutenção, o SL-1 entrou em criticidade imediata. Em apenas 4 milissegundos, o calor gerado pela enorme quantidade de energia resultante transformou a água que rodeava o núcleo em vapor explosivo, motivando uma onda de pressão que atingiu a parte superior da casco do reator, a qual, por seu turno, lançou para cima a haste de controle e todo o vaso do reator, bem como o próprio operador que se encontrava sobre o vaso, deixando-o grudado no teto. Morreram outros dois militares. As vítimas foram os especialistas do Exército John Byrnes e Richard McKinley e o chefe eletricista da Marinha Richard Legg.